# Rainmaker (peça teatral)
The Rainmaker foi uma peça escrita por N. Richard Nash no começo de 1950.  A peça abriu temporada em 28 de Outubro de 1954 no Cort Theatre e se apresentou por 125 vezes.  Sob a direção de Joseph Anthony com a produção de Ethel Linder Reiner.
A peça foi traduzida por quase 40 línguas e originou o filme de sucesso com o mesmo nome The Rainmaker (1956) estrelando Burt Lancaster e Katharine Hepburn.  O enredo também foi usado em um musical da Broadway, 110 in the Shade.  A peça foi reapresentada na Broadway entre 1999-2000 estrelando Woody Harrelson e Jayne Atkinson que foi indicada a um Tony Award em 200 por melhor atriz em palco.  A peça foi reapresentada diversas vezes no teatro Orpheum no ano de 2007 em Sioux Falls, Dakota do Sul.[ligação inativa]
A peça mostra uma vila rural na época da recessão nos Estados Unidos da América, e narra a história de um dia na vida de Lizzie Curry. Lizzie mora na casa de seu pai com dois irmãos em uma fazenda de gado. Ela acaba de regressar de uma viagem de visita aos seus primos, na qual pretendia encontrar um marido. A sua fazenda deteriora por uma devastadora seca e a família de Lizzie só se preocupa com as perspectivas de seu casamento e não com o gado que está morrendo. A chegada de um homem chamado Starbucks que promete trazer chuva em troca de US $ 100 inicia uma série de eventos que fazem Lizzie acredite em novas perspectivas quanto ao seu futuro. As criticas ficaram entre "Agitado" (Newsday), "cativante" (New York Times), "maravilhosamente engraçado" (New York Daily News), e um "clássico" (Chicago Sun-Times). 

## Elenco Original
- Lizzie Curry - Geraldine Page
- File - Richard Coogan
- Bill Starbuck - Darren McGavin
- H.C. Curry - Cameron Prud'homme
- Sheriff Thomas - Tom Flatley Reynolds
- Jim Curry - Albert Salmi
- Noah Curry - Joseph Sullivan